# 肯亞的索馬里人
索馬里人，多數生活在肯尼亞的東北省，那里傳統上是大索馬里的一部分。這是在殖民時期英國從當今索馬里南部的朱巴蘭劃出的地區，許多索馬里人前來肯尼亞的索馬里人居住的飛地尋求庇護。一個索馬里創業者群體，他們建立了自己的業務部門，特別是在首都內羅畢的伊斯特利郊區。

## 人口
根據2009年肯尼亞的人口調查，有2,385,572個索馬里人生活在肯尼亞。

## 歷史
索馬里人多生活在肯尼亞的東北省，那里在1925年成為肯尼亞一部分。東北省誕生於1925年，在現今索馬里南部朱巴蘭地區被分割出來。在索馬里受英國殖民統治的時候，朱巴蘭的北半部被割讓給意大利作為獎勵意大利在第一次世界大戰期間支持協約國，而南方則由英國統治。
在1960年6月20日，即英屬索馬利蘭獨立前4天，英國政府宣布，東非索馬里人居住的地區要在一個行政區域統一起來。然而在該地區的前英國殖民地解體後，英國授予肯尼亞的民族主義者北部邊境地區的管理，儘管該地區人口幾乎也是索馬里人，強烈希望加入新成立索馬里共和國。對此，肯尼亞政府頒布了一系列旨在阻撓他們努力的鎮壓措施。
繼索馬里內戰爆發於1991年，許多索馬里人在肯尼亞尋求庇護，他們建立了一個自己的創業者群體，在首都內羅畢的伊斯特利區投資超過1.5億美元。從2012年起末，索馬里族居民因受肯尼亞民眾和警察騷擾決定離開，數以百計的索馬里企業家從銀行撤資回老家，受撤資影嚮最大的是房地產行業，因為房東在努力尋找能夠承受公寓和商舖高利率的肯尼亞人。